# Trombocitopenia induzida por heparina
Trombocitopenia induzida por heparina (TIH) é o desenvolvimento de trombocitopenia (uma baixa contagem de plaquetas ), devido à administração de várias formas de heparina, um anticoagulante . A TIH predispõe à trombose (a formação anormal de coágulos sanguíneos no interior de um vaso sanguíneo ) porque as plaquetas liberam micropartículas que ativam a trombina, levando à trombose. O TIH é causado pela formação de anticorpos anormais que ativam as plaquetas. Se alguém que recebe heparina desenvolve trombose nova ou piora ou se a contagem de plaquetas cair, a TIH pode ser confirmado com exames de sangue específicos.
O tratamento da TIH requer a interrupção do tratamento com heparina, além da proteção contra trombose e a escolha de um agente que não reduza ainda mais a contagem de plaquetas. Várias alternativas estão disponíveis para esse fim e são usadas principalmente danaparoid, fondaparinux, argatroban e bivalirudin .
Apesar de a heparina ter sido descoberta na década de 1930, a THI não foi relatada até a década de 1960.

## Sinais e sintomas
A heparina pode ser usada tanto para prevenção quanto para o tratamento de trombose. Existe em duas formas principais: uma forma "não fracionada" que pode ser injetada sob a pele ou através de uma infusão intravenosa e uma forma de "baixo peso molecular" que geralmente é administrada por via subcutânea (administrada sob a pele). As heparinas de baixo peso molecular comumente usadas são enoxaparina, dalteparina, nadroparina e tinzaparina .
Na TIH, a contagem de plaquetas no sangue cai abaixo da faixa normal, uma condição chamada trombocitopenia . No entanto, geralmente não é baixo o suficiente para levar a um risco aumentado de sangramento. A maioria das pessoas com TIH, portanto, não apresenta nenhum sintoma. Normalmente, a contagem de plaquetas cairá 5 a 14 dias após a primeira administração de heparina; se alguém recebeu heparina nos três meses anteriores, a queda na contagem de plaquetas pode ocorrer mais cedo, às vezes dentro de um dia.
O sintoma mais comum da TIH é o aumento ou extensão de um coágulo sanguíneo previamente diagnosticado ou o desenvolvimento de um novo coágulo sanguíneo em outras partes do corpo. Isso pode assumir a forma de coágulos nas artérias ou veias, causando trombose arterial ou venosa, respectivamente. Exemplos de trombose arterial são acidente vascular cerebral, infarto do miocárdio e isquemia aguda da perna . A trombose venosa pode ocorrer na perna ou braço na forma de trombose venosa profunda (TVP) e no pulmão na forma de embolia pulmonar (EP); estes geralmente se originam na perna, mas migram para o pulmão.
Naqueles que recebem heparina por infusão intravenosa, um complexo de sintomas ("reação sistêmica") pode ocorrer quando a infusão é iniciada. Isso inclui febre, calafrios, pressão alta, batimentos cardíacos acelerados, falta de ar e dor no peito . Isso acontece em cerca de um quarto das pessoas com TIH. Outros podem desenvolver uma erupção cutânea que consiste em manchas vermelhas .

## Mecanismo
A administração de heparina pode causar o desenvolvimento de anticorpos TIH, sugerindo que a heparina possa atuar como um hapteno e, portanto, ser direcionada pelo sistema imunológico . No TIH, o sistema imunológico forma anticorpos contra a heparina quando ligado a uma proteína chamada fator plaquetário 4 (PF4). Esses anticorpos geralmente são da classe IgG e seu desenvolvimento geralmente leva cerca de cinco dias. No entanto, aqueles que foram expostos à heparina há poucos  meses ainda podem ter IgG circulante, pois os anticorpos do tipo IgG geralmente continuam a ser produzidos mesmo quando o estímulo foi removido. Isso é semelhante à imunidade contra certos microorganismos, com a diferença de que o anticorpo TIHnão persiste por mais de três meses. Foram encontrados anticorpos TIHem indivíduos com trombocitopenia e trombose que não tiveram exposição prévia à heparina, mas a maioria é encontrada em pessoas que estão recebendo heparina.
Os anticorpos IgG formam um complexo com heparina e PF4 na corrente sanguínea. A porção Fc do anticorpo liga-se ao receptor FcγIIa, uma proteína na superfície das plaquetas. Isso resulta na ativação plaquetária e na formação de micropartículas plaquetárias, que iniciam a formação de coágulos sanguíneos; a contagem de plaquetas cai como resultado, levando a trombocitopenia. Além disso, o sistema retículo - endotelial (principalmente o baço) remove as plaquetas revestidas com anticorpos, contribuindo ainda mais para a trombocitopenia.
A formação de anticorpos contra o complexo PF4-heparina é comum em pessoas que recebem heparina, mas apenas uma proporção delas desenvolve trombocitopenia ou trombose. Isso foi referido como um "fenômeno do iceberg".

## Diagnóstico
Pode-se suspeitar de TIH se os exames de sangue mostrarem uma contagem decrescente de plaquetas em alguém recebendo heparina, mesmo que a heparina já tenha sido descontinuada. As diretrizes profissionais recomendam que as pessoas que recebem heparina tenham um hemograma completo (que inclui uma contagem de plaquetas) regularmente enquanto recebem heparina .
No entanto, nem todas as pessoas com uma contagem decrescente de plaquetas enquanto recebem heparina apresentam TIH . O momento, a gravidade da trombocitopenia, a ocorrência de nova trombose e a presença de explicações alternativas determinam a probabilidade de presença de TIH. Um escore comumente usada para prever a probabilidade de TIH é o escore dos "4 Ts" introduzida em 2003. Uma pontuação de 0 a 8 pontos é gerada; se a pontuação for de 0 a 3, o TIH é improvável. Uma pontuação de 4 a 5 indica probabilidade intermediária, enquanto uma pontuação de 6 a 8 aumenta a probabilidade. Aqueles com uma pontuação alta podem precisar ser tratados com uma droga alternativa enquanto testes mais sensíveis e específicos para TIH são realizados, enquanto aqueles com uma pontuação baixa podem continuar a receber heparina com segurança, pois a probabilidade de terem TIH é extremamente baixa. Em uma análise da confiabilidade do escore 4T, um escore baixo teve um valor preditivo negativo de 0,998, enquanto um escore intermediário teve um valor preditivo positivo de 0,14 e um escore alto um valor preditivo positivo de 0,64; Portanto, pontuações intermediárias e altas justificam uma investigação mais aprofundada.
| Elemento                   | O escore 4T para trombocitopenia induzida por heparina |
| -------------------------- | --- |
| Trombocitopenia            | 2 pontos se a queda na contagem de plaquetas for> 50% do valor anterior E a contagem mais baixa (nadir) for 20 100 × 10 9 / litro 1 ponto se a queda for de 30 a 50% ou o nadir for de 10 a 19 × 10 9 / litro Não há pontos se a queda for inferior a 30% ou o nadir for <10 × 10 9 / litro. |
| Tempo                      | 2 pontos se a queda ocorrer entre os dias 5 e 10 após o início do tratamento 1 ponto se a queda for após o dia 10. Se alguém foi exposto à heparina nos últimos 30 dias e depois teve uma queda na contagem de plaquetas dentro de um dia após a exposição, são dados 2 pontos. Se a exposição anterior foi de 30 a 100 dias atrás, 1 ponto Se a queda é precoce, mas não houve exposição prévia à heparina, não há pontos. |
| Trombose                   | 2 pontos em nova trombose comprovada, necrose da pele (veja abaixo) ou reação sistêmica 1 ponto se trombose progressiva ou recorrente, trombose silenciosa ou lesões na pele vermelha Não há pontos se não houver sintomas. |
| Possível causa alternativa | 2 pontos se não houver outra causa 1 ponto se houver uma causa alternativa possível Não há pontos se houver uma causa alternativa definida. |

O primeiro teste de triagem em alguém suspeito de ter TIH visa detectar anticorpos contra complexos de heparina-PF4. Isso pode ser feito com um teste de laboratório do tipo ELISA (ensaio de imunoabsorção enzimática). O teste ELISA, no entanto, detecta todos os anticorpos circulantes que se ligam aos complexos de heparina-PF4 e também pode identificar falsamente anticorpos que não causam TIH. Portanto, aqueles com um ELISA positivo são testados ainda mais com um ensaio funcional. Este teste usa plaquetas e soro do paciente; as plaquetas são lavadas e misturadas com soro e heparina. A amostra é então testada quanto à liberação de serotonina, um marcador de ativação plaquetária. Se este ensaio de liberação de serotonina (SRA) mostrar alta liberação de serotonina, o diagnóstico de TIH é confirmado. O teste de SRA é difícil de executar e geralmente é realizado apenas em laboratórios regionais.
Se alguém foi diagnosticado com TIH, alguns recomendam a ultrassonografia de rotina com Doppler das veias das pernas para identificar tromboses venosas profundas, pois isso é muito comum na TIH.

## Tratamento

Estrutura molecular do argatroban, um inibidor direto da trombina usado como alternativa à heparina na TIH.

Dado o fato de a TIH predispor fortemente a novos episódios de trombose, não é suficiente simplesmente interromper a administração de heparina. Geralmente, é necessário um anticoagulante alternativo para suprimir a tendência trombótica enquanto a geração de anticorpos para e a contagem de plaquetas se recupera. Para tornar as coisas mais complicadas, o outro anticoagulante mais usado, a varfarina, não deve ser usado no TIH até que a contagem de plaquetas seja de pelo menos 150 x 10 ^ 9 / L, porque existe um risco muito alto de necrose de varfarina em pessoas com TIH que tem baixa contagem de plaquetas. A necrose da varfarina é o desenvolvimento de gangrena da pele naqueles que recebem varfarina ou um inibidor semelhante da vitamina K. Se o paciente estava recebendo varfarina no momento em que a TIH é diagnosticado, a atividade da varfarina é revertida com vitamina K. transfusão de plaquetas é desencorajada, pois existe um risco teórico de que isso possa piorar o risco de trombose; a contagem de plaquetas raramente é baixa o suficiente para ser a principal causa de hemorragia significativa.
Vários agentes não-heparina são utilizados para fornecer anticoagulação naqueles com TIH fortemente suspeita ou comprovada: danaparoide, fondaparinux, bivalirudina e argatroban . Essas são alternativas à terapia com heparina. Nem todos os agentes estão disponíveis em todos os países e nem todos são aprovados para esse uso específico. Por exemplo, o argatroban foi licenciado apenas recentemente no Reino Unido e o danaparoid não está disponível nos Estados Unidos. O fondaparinux, um inibidor do fator Xa, é comumente usado off label para tratamento TIH nos Estados Unidos.
De acordo com uma revisão sistemática, as pessoas com TIH tratadas com lepirudina mostraram uma redução no risco relativo do resultado clínico (morte, amputação etc.) de 0,52 e 0,42 quando comparados aos controles dos pacientes. Além disso, as pessoas tratadas com argatroban para TIH mostraram uma redução de risco relativo dos resultados clínicos acima em 0,20 e 0,18. A produção de lepirudina parou em 31 de maio de 2012.

## Epidemiologia
Até 8% dos pacientes que recebem heparina correm risco de desenvolver anticorpos TIH, mas apenas 1% a 5% da heparina progride para desenvolver TIH com trombocitopenia e, posteriormente, um terço deles pode sofrer de trombose arterial e / ou venosa. Após a cirurgia vascular, 34% dos pacientes que receberam heparina desenvolveram anticorpos TIHsem sintomas clínicos. O número exato de casos de TIH na população em geral é desconhecido. O que se sabe é que as mulheres que recebem heparina após um procedimento cirúrgico recente, particularmente cirurgia cardiotorácica, têm um risco mais alto, enquanto o risco é muito baixo nas mulheres imediatamente antes e após o parto. Alguns estudos mostraram que o TIH é menos comum naqueles que recebem heparina de baixo peso molecular.

## História
Embora a heparina tenha sido introduzida para uso clínico no final da década de 1930, trombose iatrogênica em pessoas tratadas com heparina não foi descrita até 1957, quando cirurgiões vasculares relataram a associação. O fato de esse fenômeno ocorrer juntamente com a trombocitopenia foi relatado em 1969; antes desse período, a contagem de plaquetas não era realizada rotineiramente.  Um relatório de 1973 estabeleceu a TIH como um diagnóstico, além de sugerir que suas características eram o resultado de um processo imunológico.
Inicialmente, várias teorias existiam sobre a causa exata das plaquetas baixas na TIH. Gradualmente, evidências acumuladas no exato mecanismo subjacente. Em 1984-1986, John G. Kelton e colegas da McMaster University Medical School desenvolveram os testes de laboratório que poderiam ser usados para confirmar ou excluir trombocitopenia induzida por heparina.
O tratamento foi inicialmente limitado à aspirina e varfarina, mas nos anos 90 houve a introdução de vários agentes que poderiam fornecer anticoagulação sem risco de TIH recorrente. A terminologia mais antiga distingue entre duas formas de trombocitopenia induzida por heparina: tipo 1 (queda moderada, não imune e autolimitada na contagem de plaquetas) e tipo 2, a forma descrita acima. Atualmente, o termo TIH é usado sem um modificador para descrever a forma grave mediada por imunidade.